# Distrito histórico del Palacio de Justicia del Condado de Colbert
El Distrito histórico del Palacio de Justicia del Condado de Colbert es un distrito histórico ubicado en Tuscumbia, Alabama, Estados Unidos. El distrito fue incluido en el Registro Nacional de Lugares Históricos en 1973.

## Descripción

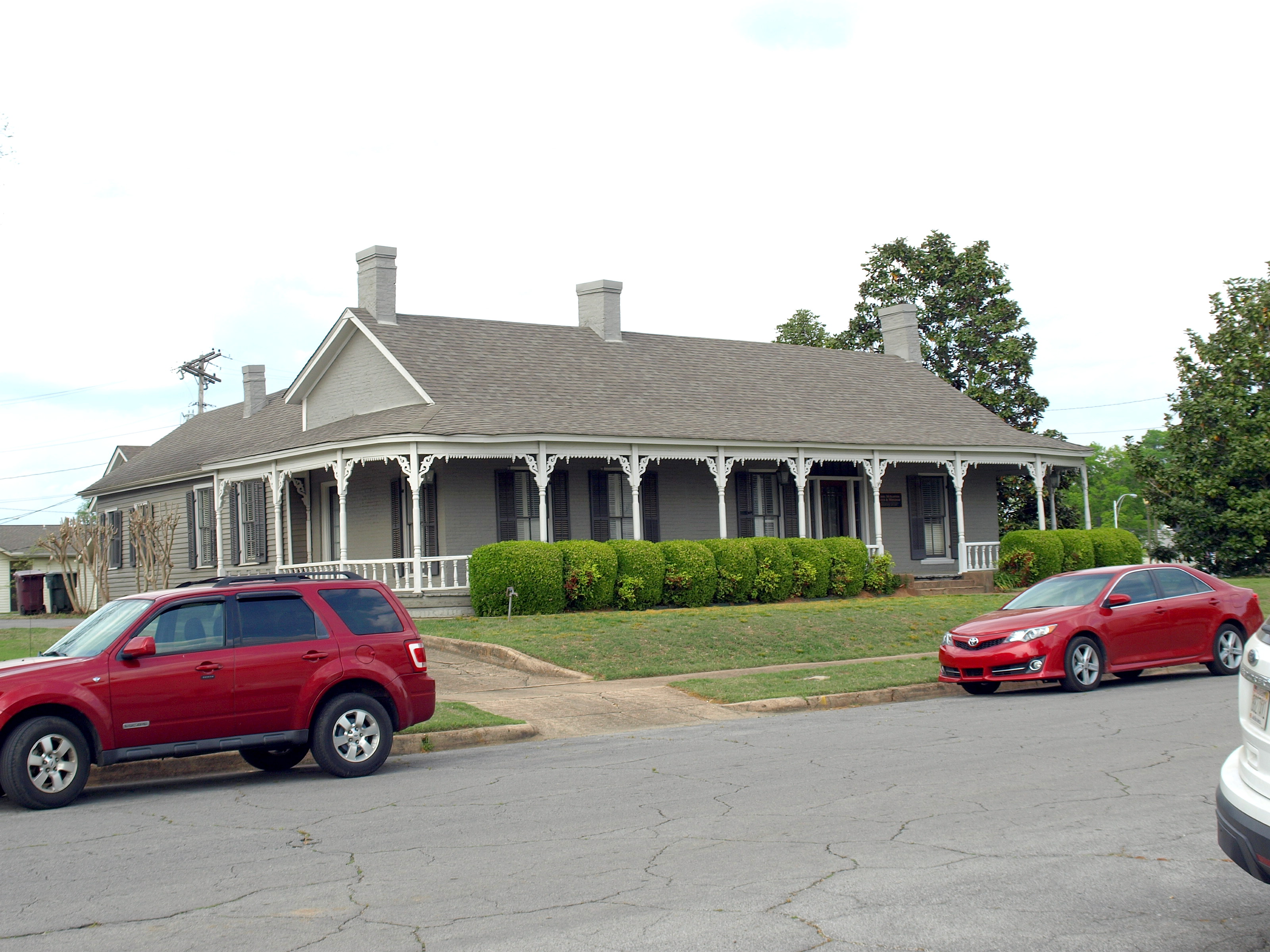
Casa Godley.

El distrito contiene 22 edificios y residencias centradas en el Palacio de Justicia del Condado de Colbert. El palacio fue construido en 1881 y fue gravemente dañado por un incendio en 1908. En la restauración, se agregaron pórticos a cada lado, cada uno con cuatro columnas jónicas. Desde entonces, los pórticos oeste y norte se han eliminado para dar paso a las alas de expansión. También se agregó una torre del reloj después del incendio de 1908.
En el lado este del palacio de justicia al otro lado de Main Street se encuentran la Primera Iglesia Metodista (construida en 1926), el Edificio Clark (construido en 1926) y la Casa Abernathy. Las casas individuales, ahora todas utilizadas como despachos de abogados, mezcladas con un relleno moderno dan al palacio de justicia en sus otros lados; La Casa Godley al norte se construyó en 1839, la Casa Womble al oeste se construyó en la década de 1890 y la Casa Dirago al sur se construyó en 1912.
Lejos de la plaza del palacio de justicia, las estructuras más importantes son un grupo de siete edificios en 5th Street conocidos colectivamente como Commercial Row. Los edificios fueron construidos en la década de 1840 y han servido como el centro comercial de Tuscumbia. Una cuadra al oeste de Commercial Row se encuentra el Railway Depot. La Tuscumbia Railroad Company fue fundada en 1830 y había extendido su línea a Decatur en 1834. El depósito victoriano se construyó en 1888 para reemplazar una estructura de marco anterior y se entregó a la ciudad en 1948. Otros edificios en el distrito incluyen la Primera Iglesia Presbiteriana (construida en 1824), la Iglesia Episcopal de San Juan (construida en 1852), la Primera Iglesia Bautista (construida en 1903) y la Casa Julian (construida en Cherokee y trasladada a Tuscumbia en la década de 1850).